# Leopold Tomaszewicz
Leopold Tomaszewicz (ur. 8 stycznia 1950 w Cieplicach Śląskich) – polski lekkoatleta, długodystansowiec, medalista mistrzostw Polski, reprezentant kraju.

## Kariera sportowa
Był zawodnikiem MKS Podgórze Karkonoskie, Olimpii Poznań, Floty Gdynia i Bałtyku Gdynia.
Na mistrzostwach Polski seniorów wywalczył cztery medale: dwa srebrne (w biegu przełajowym na 6 km w 1973 i w biegu na 3000 m z przeszkodami w 1977) oraz dwa brązowe (w biegu przełajowym na 8 km w 1976 i w biegu na 3000 m z przeszkodami w 1975). Na halowych mistrzostwach Polski seniorów zdobył pięć medali w biegu na 3000 m (dwa srebrne: w 1975 i 1977 oraz trzy brązowe: w 1974, 1976 i 1978).
Reprezentował Polskę na halowych mistrzostwach Europy w 1977, gdzie odpadł w eliminacjach biegu na 3000 m, z czasem 8:07,9 oraz w półfinale zawodów Pucharu Europy w tym samym roku, gdzie w biegu na 3000 m z przeszkodami zajął 7 miejsce, z czasem 9:07,4.
Na początku lat 80. wyemigrował do Kanady, następnie zamieszkał w USA.
Rekordy życiowe:
- 1500 m: 3:42,2 (10.05.1975)
- 3000 m: 8:00,78 (1.09.1977)
- 5000 m: 13:43,4 (20.09.1975)
- 3000 m z przeszkodami: 8:24,6 (31.08.1975)